# Liste der Fahnenträger der turkmenischen Mannschaften bei Olympischen Spielen
Die Liste der Fahnenträger der turkmenischen Mannschaften bei Olympischen Spielen listet chronologisch alle Fahnenträger belarussischer Mannschaften bei den Eröffnungsfeiern Olympischer Spiele auf.

## Liste der Fahnenträger
| Mannschaft                    | Veranstaltung                 | Fahnenträger (EF)             | Fahnenträger (AF)             |
| 1992 Teil des Vereinten Teams | 1992 Teil des Vereinten Teams | 1992 Teil des Vereinten Teams | 1992 Teil des Vereinten Teams |
| Turkmenistan                  | Turkmenistan                  | Turkmenistan                  | Turkmenistan                  |
| ----------------------------- | ----------------------------- | ----------------------------- | ----------------------------- |
| 1996 in Atlanta               | Sommerspiele                  | Rozy Redzhepov                |                               |
| 2000 in Sydney                | Sommerspiele                  | Çary Mämmedow                 |                               |
| 2004 in Athen                 | Sommerspiele                  | Shokhrat Kurbanov             | Shokhrat Kurbanov             |
| 2008 in Peking                | Sommerspiele                  | Guwanç Nurmuhammedow          | Volunteer                     |
| 2012 in London                | Sommerspiele                  | Serdar Hudaýberdiýew          | LOCOG-Mitglied                |
| 2016 in Rio de Janeiro        | Sommerspiele                  | Merdan Ataýew                 | Volunteer                     |
| 2020 in Tokio                 | Sommerspiele                  | Gülbadam Babamyratowa         | Volunteer                     |
| 2020 in Tokio                 | Sommerspiele                  | Merdan Atayev                 | Volunteer                     |
| 2024 in Paris                 | Sommerspiele                  | Maysa Pardayeva               | Serdar Rahymow                |
| 2024 in Paris                 | Sommerspiele                  | Serdar Rahymow                | Serdar Rahymow                |

Anmerkung: (EF) = Eröffnungsfeier, (AF) = Abschlussfeier

## Statistik
| Rang    | Sportart       | EF | AF | ∑  |
| ------- | -------------- | -- | -- | -- |
| 1       | Judo           | 4  | 1  | 5  |
| 2       | Boxen          | 2  | 1  | 3  |
| 2       | Volunteer      | 0  | 3  | 3  |
| 4       | Schwimmen      | 2  | 0  | 2  |
| 5       | Leichtathletik | 1  | 0  | 1  |
| 5       | Ringen         | 1  | 0  | 1  |
| 5       | OK-Mitglied    | 0  | 1  | 1  |
| Gesamt: | Gesamt:        | 10 | 6  | 16 |

| Rang                   | Sportart | EF | AF | ∑ |
| ---------------------- | -------- | -- | -- | - |
| bisher keine Teilnahme |          |    |    |   |
| Gesamt:                | Gesamt:  | 0  | 0  | 0 |

| Rang    | Sportart       | EF | AF | ∑  |
| ------- | -------------- | -- | -- | -- |
| 1       | Judo           | 4  | 1  | 5  |
| 2       | Boxen          | 2  | 1  | 3  |
| 2       | Volunteer      | 0  | 3  | 3  |
| 4       | Schwimmen      | 2  | 0  | 2  |
| 5       | Leichtathletik | 1  | 0  | 1  |
| 5       | Ringen         | 1  | 0  | 1  |
| 5       | OK-Mitglied    | 0  | 1  | 1  |
| Gesamt: | Gesamt:        | 10 | 6  | 16 |